# Australia Open 2001 (Badminton)
Die Australian Open 2001 im Badminton fanden Anfang September 2001 statt.

## Sieger und Platzierte
| Disziplin    | Gold                                  | Silber                         | Bronze                          |
| ------------ | ------------------------------------- | ------------------------------ | ------------------------------- |
| Herreneinzel | Colin Haughton                        | Yogendran Krishnan             | Roman Spitko                    |
| Herreneinzel | Colin Haughton                        | Yogendran Krishnan             | Nick Hall                       |
| Dameneinzel  | Lenny Permana                         | Rayoni Head                    | Rhona Robertson                 |
| Dameneinzel  | Lenny Permana                         | Rayoni Head                    | Zhang Bei                       |
| Herrendoppel | Ashley Brehaut Travis Denney          | Chris Blair Daniel Shirley     | Peter Blackburn Murray Hocking  |
| Herrendoppel | Ashley Brehaut Travis Denney          | Chris Blair Daniel Shirley     | Stuart Brehaut Denis Constantin |
| Damendoppel  | Tammy Jenkins Rhona Robertson         | Rhonda Cator Kate Wilson-Smith | Shon Hee-soo Susan Wang         |
| Damendoppel  | Tammy Jenkins Rhona Robertson         | Rhonda Cator Kate Wilson-Smith | Angeline de Pauw Lenny Permana  |
| Mixed        | Daniel Shirley Sara Runesten-Petersen | Murray Hocking Rhonda Cator    | Craig Cooper Rachel Hindley     |
| Mixed        | Daniel Shirley Sara Runesten-Petersen | Murray Hocking Rhonda Cator    | Nick Hall Tammy Jenkins         |